# Пожежено
Пожежено је насеље у Србији у општини Велико Градиште у Браничевском округу. Према попису из 2022. било је 517 становника.
Село је пре Првог светског рата било познато по кријумчарењу, касније је живело од "лубеница и метли", половином 1930-тих је описано као лепо уређено и богато.

## Демографија
У насељу Пожежено живи 672 пунолетна становника, а просечна старост становништва износи 44,4 година (44,0 код мушкараца и 44,9 код жена). У насељу има 188 домаћинстава, а просечан број чланова по домаћинству је 4,25.
Ово насеље је великим делом насељено Србима (према попису из 2002. године).
|  |

| Демографија | Демографија | Демографија |
| Година      | Становника  | Становника  |
| ----------- | ----------- | ----------- |
| 1948.       | 1.189       |             |
| 1953.       | 1.252       |             |
| 1961.       | 1.215       |             |
| 1971.       | 1.154       |             |
| 1981.       | 1.102       |             |
| 1991.       | 962         | 939         |
| 2002.       | 799         | 860         |
| 2011.       | 650         |             |

| Етнички састав према попису из 2002.‍ | Етнички састав према попису из 2002.‍ | Етнички састав према попису из 2002.‍ | Етнички састав према попису из 2002.‍ | Етнички састав према попису из 2002.‍ |
| ------------------------------------ | ------------------------------------ | ------------------------------------ | ------------------------------------ | ------------------------------------ |
|                                      |                                      |                                      |                                      |                                      |
| Срби                                 | Срби                                 |                                      | 766                                  | 95,86%                               |
| Роми                                 | Роми                                 |                                      | 14                                   | 1,75%                                |
| Румуни                               | Румуни                               |                                      | 6                                    | 0,75%                                |
| Словенци                             | Словенци                             |                                      | 1                                    | 0,12%                                |
| Муслимани                            | Муслимани                            |                                      | 1                                    | 0,12%                                |
| Власи                                | Власи                                |                                      | 1                                    | 0,12%                                |
| непознато                            | непознато                            |                                      | 8                                    | 1,00%                                |

| Година пописа     | 1948. | 1953. | 1961. | 1971. | 1981. | 1991. | 2002. |
| ----------------- | ----- | ----- | ----- | ----- | ----- | ----- | ----- |
| Број домаћинстава | 224   | 225   | 224   | 213   | 213   | 190   | 188   |

| Број чланова      | 1  | 2  | 3  | 4  | 5  | 6  | 7  | 8 | 9 | 10 и више | Просек |
| ----------------- | -- | -- | -- | -- | -- | -- | -- | - | - | --------- | ------ |
| Број домаћинстава | 21 | 27 | 25 | 31 | 24 | 25 | 27 | 6 | 2 | 0         | 4,25   |

| Пол    | Укупно | Неожењен/Неудата | Ожењен/Удата | Удовац/Удовица | Разведен/Разведена | Непознато |
| ------ | ------ | ---------------- | ------------ | -------------- | ------------------ | --------- |
| Мушки  | 341    | 57               | 231          | 43             | 10                 | 0         |
| Женски | 348    | 38               | 238          | 60             | 12                 | 0         |
| УКУПНО | 689    | 95               | 469          | 103            | 22                 | 0         |

| Пол    | Укупно                    | Пољопривреда, лов и шумарство | Рибарство                            | Вађење руде и камена | Прерађивачка индустрија       |
| ------ | ------------------------- | ----------------------------- | ------------------------------------ | -------------------- | ----------------------------- |
| Мушки  | 194                       | 131                           | 0                                    | 0                    | 30                            |
| Женски | 136                       | 105                           | 0                                    | 0                    | 14                            |
| УКУПНО | 330                       | 236                           | 0                                    | 0                    | 44                            |
| Пол    | Производња и снабдевање   | Грађевинарство                | Трговина                             | Хотели и ресторани   | Саобраћај, складиштење и везе |
| Мушки  | 1                         | 3                             | 16                                   | 2                    | 1                             |
| Женски | 0                         | 0                             | 6                                    | 1                    | 0                             |
| УКУПНО | 1                         | 3                             | 22                                   | 3                    | 1                             |
| Пол    | Финансијско посредовање   | Некретнине                    | Државна управа и одбрана             | Образовање           | Здравствени и социјални рад   |
| Мушки  | 0                         | 0                             | 4                                    | 2                    | 0                             |
| Женски | 0                         | 0                             | 1                                    | 6                    | 1                             |
| УКУПНО | 0                         | 0                             | 5                                    | 8                    | 1                             |
| Пол    | Остале услужне активности | Приватна домаћинства          | Екстериторијалне организације и тела | Непознато            | Непознато                     |
| Мушки  | 2                         | 0                             | 0                                    | 2                    | 2                             |
| Женски | 0                         | 0                             | 0                                    | 2                    | 2                             |
| УКУПНО | 2                         | 0                             | 0                                    | 4                    | 4                             |